# Paweł Ambrożewicz

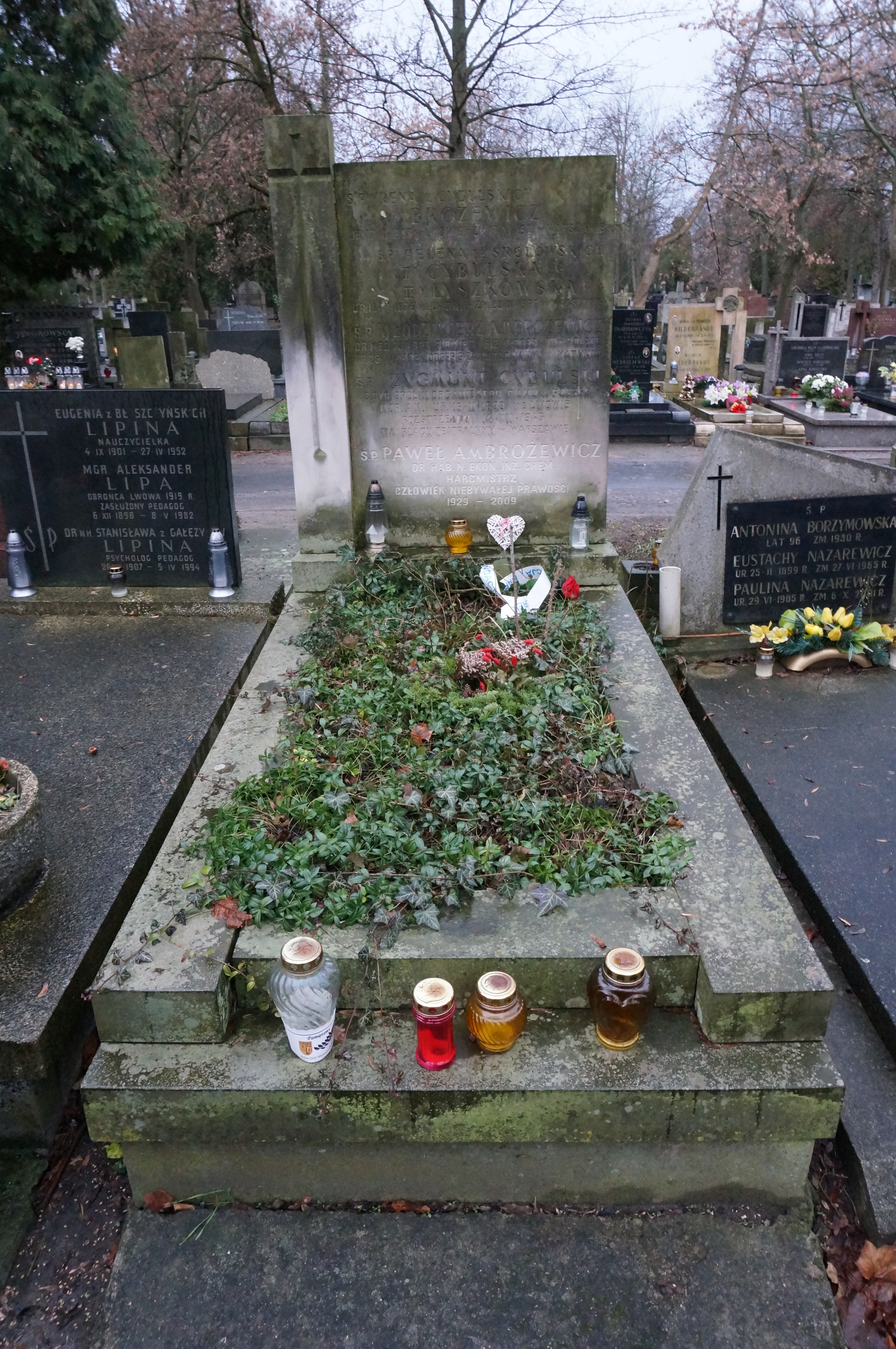
Grób Pawła Ambrożewicza na cmentarzu Powązkowskim

Paweł Ambrożewicz (ur. 24 czerwca 1929 w Poznaniu, zm. 14 grudnia 2009) – polski ekonomista, chemik, nauczyciel akademicki i harcmistrz. Doktor habilitowany nauk ekonomicznych. Specjalista w dziedzinie zarządzania. Profesor nadzwyczajny Wyższej Szkoły Informatyki, Zarządzania i Administracji w Warszawie oraz Instytutu Organizacji i Zarządzania w Przemyśle „Orgmasz” w Warszawie.

## Życiorys
Urodził się 24 czerwca 1929 roku w Poznaniu w rodzinie lekarza, porucznika Włodzimierza Ambrożewicza herbu Bajbuza (1895–1940) i Ireny Gertrudy z Cybulskich (1903–1971). Wnuk lekarza Piotra Alfonsa Ambrożewicza herbu Bajbuza (1855–1923), wywodzącego się ze szlachty tatarskiej i Rosjanki Kapitoliny z domu Jagodzin (zm. po 1940). Mając 11 lat stracił ojca, który został zamordowany przez funkcjonariuszy NKWD w lesie katyńskim.
Studia z chemii zakończył zdobyciem tytułu magistra inżyniera.
21 czerwca 1993 roku na podstawie pracy doktorskiej pt. Ekonomiczne warunki racjonalizacji obrotu surowcami wtórnymi w Polsce napisanej w Szkole Głównej Handlowej w Warszawie uzyskał stopień doktora nauk ekonomicznych w zakresie ekonomii (specjalność: ekonomia).
3 czerwca 2002 roku na podstawie pracy habilitacyjnej pt. Metodyka zagospodarowywania odpadów jako surowców wtórnych napisanej w Instytucie Organizacji i Zarządzania w Przemyśle „Orgmasz” uzyskał stopień doktora habilitowanego nauk ekonomicznych w zakresie nauk o zarządzaniu (specjalność: nauki o zarządzaniu).
Zmarł 14 grudnia 2009 roku. Został pochowany 18 grudnia 2009 roku na cmentarzu Powązkowskim w Warszawie (kwatera 100-5-14).